# Пингвини са Мадагаскара (филм)
Пингвини са Мадагаскара (енгл. Penguins of Madagascar) је амерички 3Д рачунарски-анимиран шпијунски комедијски филм из 2014. године. Представља наставак филма Мадагаскар 3: Најтраженији у Европи из филмског серијала Мадагаскар. Прича прати пингвине Мајора, Ковалског, Рика и Војника, али није директно повезана са радњом истоимене Никлодеонове серије.
Филм су режирали Сајмон Џ. Смит и Ерик Дарнел по сценарију Мајкла Колтона и Џона Абауда. Поред Тома Макграта, Криса Милера, Џона Димаџија и Кристофера Најтса који позајмљују гласове пингвинима, у филму такође наступају Бенедикт Камбербач и Џон Малкович.

## Улоге
| Лик                    | Оригинални глас    | Српски глас           |
| ---------------------- | ------------------ | --------------------- |
| Мајор                  | Том Макграт        | Бранислав Зеремски    |
| Ковалски               | Крис Милер         | Марко Марковић        |
| Рико                   | Конрад Вернон      | Мирослав Мута Николић |
| Војник                 | Кристофер Најтс    | Милан Антонић         |
| Агент Класифилд        | Бенедикт Камбербач | Срђан Тимаров         |
| Дејвид Стајрокер Брајн | Џон Малкович       | Бојан Жировић         |
| Ева                    | Анет Махендру      | Милица Јанкетић       |
| Каплар                 | Петер Стормаре     | Слободан Стефановић   |